# Nadezhda Tolokónnikova
Nadezhda Andréyevna Tolokónnikova (Надежда Андреевна Толоконникова) (Norilsk; 7 de noviembre de 1989), también conocida como Nadia Toloknó (Надя Толокно), es una activista y artista de performance rusa integrante del colectivo de punk-rock feminista Pussy Riot. Es conocida por haber participado en marzo de 2012 en un concierto improvisado en la Catedral de Cristo Salvador de Moscú por lo que fue arrestada y condenada a dos años de cárcel; pero fue liberada el 23 de diciembre de 2013 junto a María Aliójina, también perteneciente a Pussy Riot, en virtud de una ley de amnistía decretada con motivo del vigésimo aniversario de la Constitución rusa.

## Biografía
Nadezhda Tolokónnikova nació en Norilsk en 1989 y estudió filosofía en la Universidad Estatal de Moscú. Está casada con Pyotr Verzílov y juntos tienen una hija llamada Hera. Ambos fueron cofundadores del grupo de arte callejero Voiná ("guerra", en ruso), el cual saltó a la fama en 2008 a raíz de realizar una performance, calificada como orgía reivindicativa, en el museo de biología de Moscú en protesta por la reelección de Dmitri Medvédev. Con el grupo Voiná llevó a cabo varias protestas. Una de sus acciones fue dibujar un órgano sexual masculino gigante sobre un puente levadizo frente a un cuartel de los servicios de inteligencia rusos (FSB) en San Petersburgo. En 2010 encabezó una manifestación contra la tala de un bosque en Jimki, en las periferias de Moscú, y fue esposada tras enfrentarse a agentes de seguridad. Otra de sus conocidas performances ocurrió en 2011 cuando Tolokónnikova recorrió las calles de varias ciudades sorprendiendo a unas 120 mujeres agentes de policía mientras las intentaba besar a la fuerza mientras el colectivo Voiná la grababa.
Nadezhda Tolokónnikova posee residencia permanente en Canadá y su marido tiene la doble nacionalidad canadiense y rusa. Por esta razón, se especuló en Canadá sobre si este país se debería haber implicado en el caso.

## Arresto y condena

### Protesta en la Catedral
El 21 de febrero de 2012, como parte de la protesta contra el explícito apoyo por parte de la Iglesia ortodoxa rusa de la candidatura de Vladímir Putin en las elecciones presidenciales de Rusia de 2012, Nadezhda Tolokónnikova, María Aliójina, Yekaterina Samutsévich y dos integrantes más del grupo Pussy Riot - quienes no llegaron a ser identificadas por la policía -, entraron en la Catedral de Cristo Salvador de Moscú, hicieron la señal de la cruz, una reverencia ante el altar, y empezaron a interpretar una plegaria punk. El estribillo de la cantada plegaria rezaba: "Madre de Dios, Virgen, ¡echa a Putin!" («Богородице Дево, Путина прогони!»). Un minuto después fueron detenidas por guardias.
En la canción, el grupo pedía a Theotokos (Madre de Dios, i.e., la Virgen María) (rus. Богородица Bogoróditsa) que «echara a Putin». La canción también describe al patriarca ruso, Cirilo I, como alguien que cree más en Putin que en Dios. Esto se debe a que Cirilo I había mostrado su apoyo a Putin antes de la elección presidencial.
En su declaración inicial en el juicio, Tolokónnikova pidió disculpas a aquellos que se podían haber sentido ofendidos por su actuación y reivindicó el carácter político de la acción:

«Nuestras palabras y toda la performance punk tenía el fin de expresar nuestra desaprobación a un hecho específicamente político: el apoyo del patriarca a Vladímir Putin cuya política ha tomado una dirección autoritaria y antifeminista. El contenido de nuestra performance no pretendía agredir a la audiencia, sino que era un deseo desesperado de mejorar la situación política en Rusia.»

Las tres fueron sentenciadas el 17 de agosto de 2012 a dos años de prisión. El juez afirmó que habían «socavado el orden social» con su protesta mostrando una «absoluta falta de respeto» a los creyentes. Tolokónnikova replicó que «la sentencia es un síntoma claro e inequívoco de que la libertad está desapareciendo de nuestro país».
Los abogados defensores afirmaron que apelarían la sentencia, aunque veían pocas posibilidades de que fuera anulada. «Bajo ninguna circunstancia las chicas pedirán perdón a Putin», dijo Mark Feyguin. La Iglesia ortodoxa rusa comunicó que aunque las acciones de Pussy Riot eran ofensivas para millones de personas, la iglesia hacía un llamamiento «a las autoridades estatales para que mostraran clemencia con las condenadas dentro del marco de la ley con la esperanza de que se abstendrán de repetir actos blasfemos».
Amnistía Internacional declaró a Nadezhda Tolokónnikova presa de conciencia por la «dureza de la respuesta de las autoridades rusas».

### Encarcelamiento

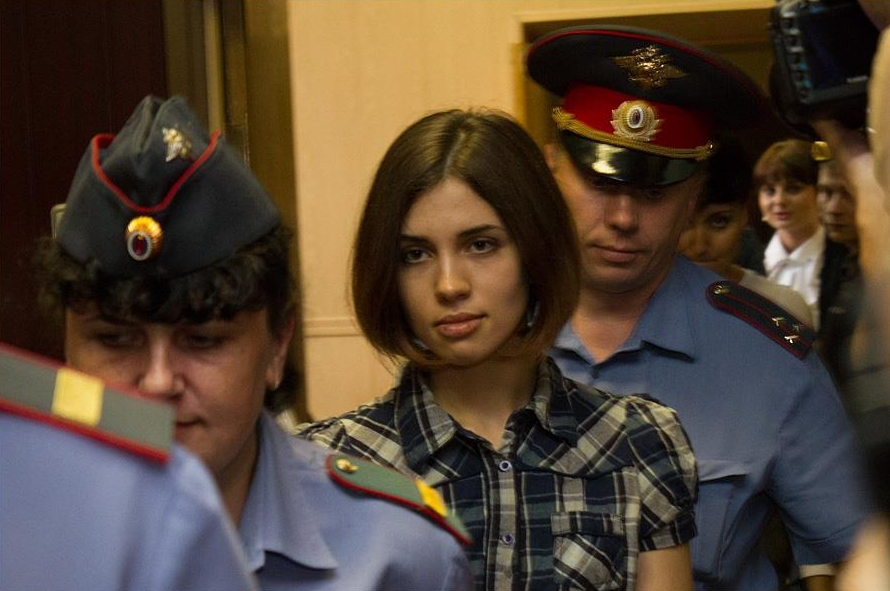
Nadezhda Tolokónnikova durante el juicio.

Tolokónnikova cumplió parte de su condena de dos años en la colonia penal de mujeres IK-14 en la República de Mordovia. El 23 de septiembre de 2013 inició una huelga de hambre por las condiciones carcelarias y presuntas amenazas contra su vida realizadas por el personal penitenciario. En una carta describía condiciones de vida muy duras consistentes en jornadas de trabajo de dieciséis a diecisiete horas, insuficientes horas de descanso nocturno, castigos físicos frecuentes, afirmaciones confirmadas por miembros del Consejo de Derechos Humanos.
Después de una semana de huelga de hambre, Tolokónnikova fue hospitalizada para recibir tratamiento médico en la prisión. Después de su reasignación al campo penal, Tolokónnikova reinició la huelga de hambre a principios de octubre de 2013. El Servicio Penitenciario de Rusia anunció el 18 de octubre que Tolokónnikova cumpliría su pena de prisión de dos años hasta marzo de 2014 en otra prisión por sus "quejas de amenazas de otros reclusos y guardias".
El 5 de noviembre se supo que Tolokónnikova había sido trasladada a la prisión IK-50 cerca de Nizhni Ingash a 300 kilómetros de Krasnoyarsk (Siberia) y a más de 4000 kilómetros de donde residen su marido y su hija. El viernes 15 de noviembre de 2013 finalmente pudo comunicarse con su esposo a través de una videoconferencia desde el hospital penitenciario, donde cumpliría lo que quedaba de su pena de prisión de dos años.

### Revisión de la sentencia
En diciembre de 2013, la Corte Suprema ordenó revisar las sentencias de encarcelamiento de María Aliójina y Nadezhda Tolokónnikova. La sentencia dictada en agosto de 2012 solo señaló la existencia del motivo de odio religioso para sus acciones sin aportar ninguna prueba que apoyara su afirmación, afirmó la Corte Suprema y remitió la decisión al tribunal competente de Moscú. Además, "ni se tuvieron en cuenta la corta edad de las acusadas, ni su situación familiar ni el carácter no violento de sus acciones". Aliójina y Tolokónnikova son madres de niños pequeños lo que en virtud de la legislación rusa hubiera hecho posible un indulto. “Además de no existir un motivo sólido para la acusación tampoco la versión escrita de la sentencia coincide con la que el tribunal pronunció en agosto de 2012 durante el juicio”.

### Indulto y liberación
La Duma Estatal informó a mediados de diciembre de 2013, con motivo de la celebración de los Juegos Olímpicos de Sochi, de una amnistía para 25.000 presos rusos, que podría suponer la puesta en libertad de las activistas de Pussy Riot independientemente de la revisión de la sentencia judicial. Putin confirmó en una conferencia de prensa el 19 de diciembre de 2013 que aún no sabía con qué rapidez se llevaría a cabo la amnistía. "En teoría, puede salir hoy", dijo Irina Chrunowa, la abogada de María Aliójina y Nadezhda Tolokónnikova. Familiares de las dos activistas ya habían viajado a los respectivos campos penales. 
Finalmente, Nadezhda Tolokónnikova y María Aliójina fueron liberadas en la tarde del 23 de diciembre de 2013. Según la ayudante de fiscal del Krai de Krasnoyarsk, Yelena Pimonenko, Tolokónnikova fue puesta en libertad en virtud de la ley de amnistía decretada por el presidente Putin. Poco después de ser liberada, Nadezhda Tolokónnikova criticó la amnistía, a la que consideró una operación de relaciones públicas con el objetivo de apaciguar Occidente antes de los Juegos Olímpicos de Sochi 2014, que se celebraban en febrero del año siguiente, 2014. Tolokónnikova hizo un llamamiento a boicotear los Juegos. “Pido que no vengan a causa del gas y del petróleo”, señaló en un llamamiento a los gobiernos occidentales. Tolokónnikova declaró a los periodistas que "los campos de castigo y las prisiones son el rostro del país". Anunció que su prioridad era comprometerse, junto a Aliójina, en la defensa de los derechos de los presos rusos. “Mi liberación es una responsabilidad hacia los presos que recae sobre mis hombros. Sobre todo hacia los presos que quedan aquí y en Mordovia. [...] He adquirido una experiencia única. He madurado y he conocido el Estado desde dentro al ver su maquinaria totalitaria".
Aun así, quedaba abierta la posibilidad de una rehabilitación gracias al apoyo de la Corte Suprema de Apelaciones y a la posibilidad de que la sentencia que la condenó fuera revisada.

## Defensa de los derechos de los reclusos
El 27 de diciembre de 2013, Tolokónnikova y María Aliójina anunciaron en rueda de prensa la creación de una fundación, Zona Prava ("Zona de Derecho"), para defender los derechos de los reclusos. La denominación de la fundación incluye un juego de palabras ya que la polisémica palabra "zona", en ruso, asimismo significa "campo de trabajo" en la jerga del GULAG. "La transparencia en los campos de presos, la comunicación externa, serán nuestros proyectos", dijo Tolokónnikova. "Nuestro objetivo", añadió María Aliójina, "es que en el futuro se ejerza un mayor control sobre las autoridades".